# San Martiño (Arrojo)
San Martiño es una aldea española situada en la parroquia de Arrojo, del municipio de Sober, en la provincia de Lugo, Galicia.

## Localización
Se encuentra a una altitud de 387 metros sobre el nivel del mar, al nordeste de la capital municipal, junto a la carretera que la une con Monforte de Lemos. 

## Demografía
| Gráfica de evolución demográfica de San Martiño entre 2000 y 2021 |
|                                                                   |
| Datos según el nomenclátor publicado por el INE.                  |